# Six Flags Magic Mountain
Six Flags Magic Mountain (1971–1978: Magic Mountain) – tematyczny park rozrywki, położony w mieście Valencia w południowej części amerykańskiego stanu Kalifornia, na peryferiach Los Angeles. Należy do sieci parków rozrywki Six Flags. Posiada rekordową liczbę 19 czynnych roller coasterów, na równi z parkiem Energylandia w Polsce.
Park czynny jest cały rok, dzięki czemu rocznie odwiedza go ponad 3 miliony gości. Six Flags Magic Mountain, poza kolejkami górskimi, ma do zaoferowania ponad 60 innych atrakcji. Tuż obok znajduje się park wodny Six Flags Hurricane Harbor.

## Kolejki górskie

### Czynne
W roku 2025 w parku znajdowało się 20 czynnych kolejek górskich:
| #  | Nazwa                          | Producent            | Data otwarcia    | Typ                              | Wysokość [m] | Prędkość [km/h] | Źródło |
| -- | ------------------------------ | -------------------- | ---------------- | -------------------------------- | ------------ | --------------- | ------ |
| 1  | Magic Flyer                    | Bradley and Kaye     | 29 maja 1971     | stalowa dziecięca                | 3            | 16              | [ 4 ]  |
| 2  | Gold Rusher                    | Arrow Dynamics       | 29 maja 1971     | stalowy mine train               | 21,3         | 56,3            | [ 5 ]  |
| 3  | New Revolution                 | Schwarzkopf          | 8 maja 1976      | stalowa                          | 34,4         | 88,5            | [ 6 ]  |
| 4  | Ninja                          | Arrow Dynamics       | 21 maja 1988     | stalowy suspended coaster        | 18,3         | 88,5            | [ 7 ]  |
| 5  | Viper                          | Arrow Dynamics       | 7 kwietnia 1990  | stalowa                          | 57,3         | 112,7           | [ 8 ]  |
| 6  | Batman the Ride                | B&M                  | 26 marca 1994    | stalowy                          | 3            | 82,5            | [ 9 ]  |
| 7  | Riddler's Revenge              | B&M                  | 4 kwietnia 1998  | stalowy stand-up coaster         | 47,5         | 104,6           | [ 10 ] |
| 8  | Canyon Blaster                 | E&F Miler Industries | 1999             | stalowa rodzinna                 | 2,4          | 16,1            | [ 11 ] |
| 9  | Goliath                        | Giovanola            | 11 lutego 2000   | stalowy hyper coaster            | 71,6         | 136,8           | [ 12 ] |
| 10 | X2                             | Arrow Dynamics       | 12 stycznia 2002 | stalowy 4D coaster               | 53,3         | 122,3           | [ 13 ] |
| 11 | Scream!                        | B&M                  | 12 kwietnia 2003 | stalowy floorless coaster        | 45,7         | 101,4           | [ 14 ] |
| 12 | Tatsu                          | B&M                  | 13 maja 2006     | stalowy flying coaster           | 51,8         | 99,8            | [ 15 ] |
| 13 | Apocalypse the Ride            | GCI                  | 23 maja 2009     | drewniana                        | 29           | 80,6            | [ 16 ] |
| 14 | Road Runner Express            | Vekoma               | 28 maja 2011     | stalowa rodzinna                 | 8,5          | 34,9            | [ 17 ] |
| 15 | Full Throttle                  | Premier Rides        | 22 czerwca 2013  | stalowy launched coaster         | 50           | 112,7           | [ 18 ] |
| 16 | Speedy Gonzales Hot Rod Racers | Zamperla             | 25 czerwca 2014  | stalowa dziecięca                | 4            | ?               | [ 19 ] |
| 17 | Twisted Colossus               | RMC                  | 23 maja 2015     | hybrydowa                        | 36,9         | 91,7            | [ 20 ] |
| 18 | West Coast Racers              | Premier              | 9 stycznia 2020  | stalowy dueling launched coaster | 20,4         | 88,5            | [ 21 ] |
| 19 | Wonder Woman Flight of Courage | RMC                  | 16 lipca 2022    | stalowa jednoszynowa             | 39,9         | 93,3            | [ 22 ] |

### W budowie
W 2025 roku park planował budowę 1 nowej kolejki górskiej:
| # | Nazwa | Producent | Data otwarcia | Typ     | Wysokość [m] | Prędkość [km/h] | Źródło |
| - | ----- | --------- | ------------- | ------- | ------------ | --------------- | ------ |
| 1 | ?     | Vekoma    | 2026          | stalowa | ?            | ?               | [ 24 ] |

### Nieczynne
W 2025 roku w parku znajdowała się 1 nieczynna kolejka górska:
| # | Nazwa                         | Producent | Data otwarcia | Data zamknięcia | Typ                   | Wysokość [m] | Prędkość [km/h] | Źródło |
| - | ----------------------------- | --------- | ------------- | --------------- | --------------------- | ------------ | --------------- | ------ |
| 1 | Superman: Escape from Krypton | Intamin   | 15 marca 1997 | 2 września 2024 | stalowy hyper coaster | 126,5        | 160,9           | [ 26 ] |

### Zlikwidowane
Do roku 2025 włącznie 8 z 28 łącznie wybudowanych w historii parku kolejek zostało zlikwidowanych lub przeniesionych do innych parków:
| # | Nazwa                           | Producent                       | Data otwarcia    | Data zamknięcia      | Typ                              | Wysokość [m] | Prędkość [km/h] | Status       | Źródło |
| - | ------------------------------- | ------------------------------- | ---------------- | -------------------- | -------------------------------- | ------------ | --------------- | ------------ | ------ |
| 1 | Mountain Express                | Schwarzkopf                     | 1973             | 1982                 | stalowa dzika mysz               | 15,2         | 64,4            | przeniesiona | [ 28 ] |
| 2 | Colossus                        | International Amusement Devices | 29 czerwca 1978  | 16 sierpnia 2014     | drewniana                        | 38,1         | 99,8            | przebudowana | [ 29 ] |
| 3 | Sarajevo Bobsleds               | Intamin                         | 1984             | 1985                 | stalowy bobsled coaster          | 18,3         | 51,5            | przeniesiona | [ 30 ] |
| 4 | Shockwave                       | Intamin                         | 1986             | 1988                 | stalowy stand-up coaster         | 27,4         | ?               | przeniesiona | [ 31 ] |
| 5 | Psyclone                        | Dinn Corporation                | 23 marca 1991    | 2006                 | drewniana                        | 29           | 80,5            | usunięta     | [ 32 ] |
| 6 | Flashback                       | Intamin                         | 25 kwietnia 1992 | 2003                 | stalowa                          | 26,2         | 56,3            | usunięta     | [ 33 ] |
| 7 | Déjà Vu                         | Vekoma                          | 25 sierpnia 2001 | 16 października 2011 | stalowy inverted shuttle coaster | 58,4         | 105,6           | przeniesiona | [ 34 ] |
| 8 | Green Lantern: the First Flight | Intamin                         | 1 lipca 2011     | 2017                 | stalowy 4D coaster               | 32,6         | 59,5            | przeniesiona | [ 35 ] |